# Wilhelm Caspar Joseph Höffgen

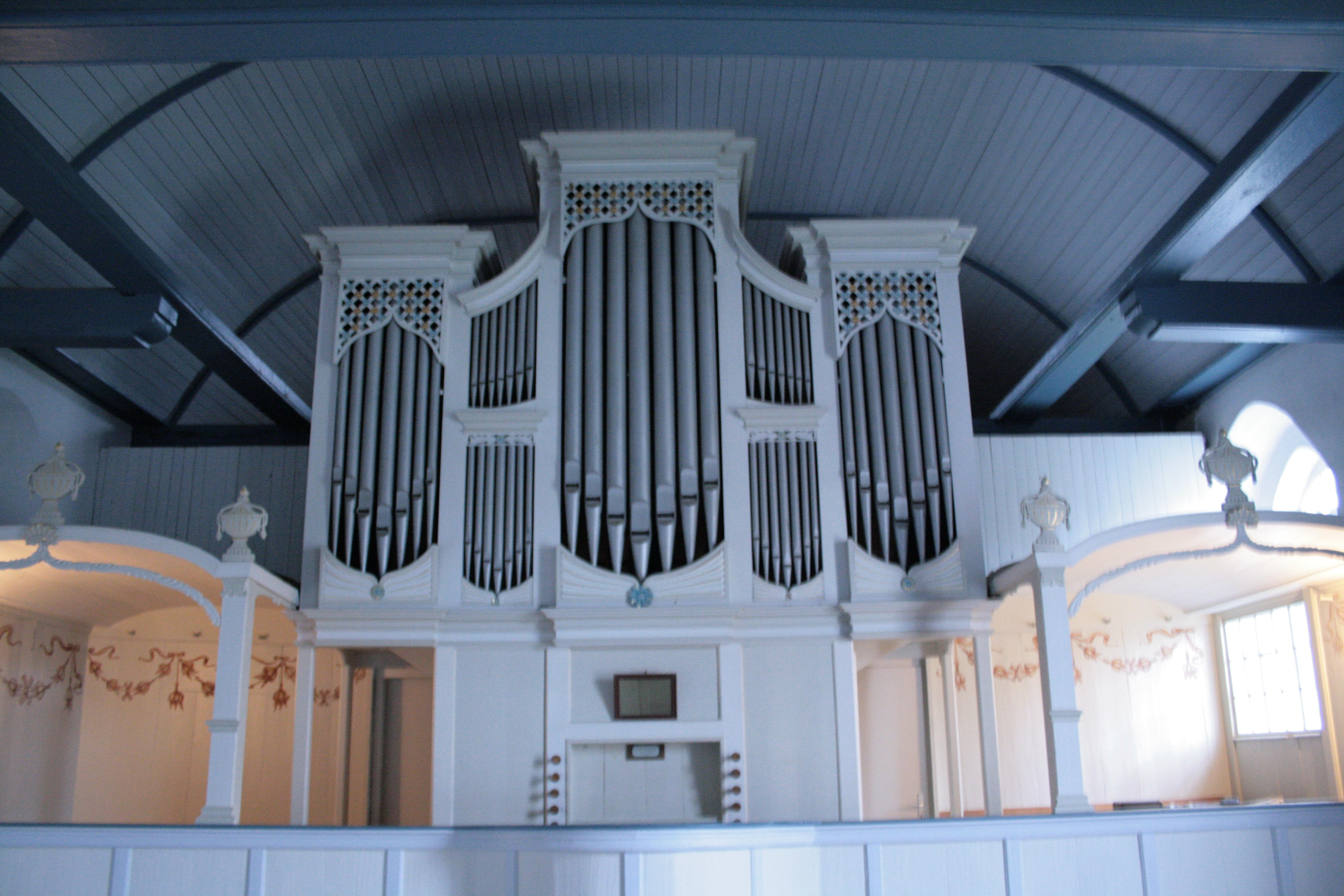
Orgel in Freepsum

Wilhelm Caspar Joseph Höffgen (auch Wilhelm Heinrich) (* 1773; † 11. Juni 1849) war Orgelbauer in Emden, der ab 1818 bis zu seinem Tod in Ostfriesland wirkte. Von überregionaler Bedeutung ist seine Orgel in Emden-Uphusen (1825–31), die fast vollständig erhalten ist. Auch sein kleines Werk in Freepsum befindet sich noch nahezu im Originalzustand.

## Leben
Seine Herkunft ist ungeklärt. Der Name könnte auf eine katholische Familie hinweisen. 1818 tritt er als Geselle von Johannes Wilhelmus Timpe beim Orgelneubau der Neuen Kirche Emden in Erscheinung. In Emden macht er sich anschließend als Orgelbauer selbstständig und knüpft an die Orgelbautradition von Johann Friedrich Wenthin an. Am 17. Dezember 1820 heiratet er Harmke Heikes Borgmann. Eine Tochter wird am 19. Oktober 1821 geboren. Seine Frau stirbt am 5. September 1848. Drei Jahrzehnte ist als Orgelbauer in Ostfriesland tätig und wird zu einem Konkurrenten von Johann Gottfried und Arnold Rohlfs. Höffgen baut aber nur zwei neue Orgeln und verdingt sich weitgehend mit Reparaturen und Orgelpflegen. 1849 erliegt er einem Nervenfieber und kann den großen Umbau der Orgel der Großen Kirche in Leer (1845–49) nicht mehr vollenden, der 1850 von Brond de Grave Winter abgeschlossen wird.

## Werk
Die überlieferten historischen Zeugnisse rühmen Höffgens handwerkliche Qualität. Sein Orgelneubau in Uphusen (14 Register, 1836–39) weist mit der in Einzelregister aufgeteilten Mixtur südländische Kennzeichen auf. Hingegen verfügt seine Orgel in Freepsum (7 Register) über keine Mixtur. Beide Orgeln sind einmanualig, haben ein angehängtes Pedal und sind noch nahezu vollständig original erhalten. Von Höffgens großem Erweiterungs-Umbau der Leeraner Orgel (Große Kirche) (1845–49) sind nur noch zwei Register, die beiden Pedalgehäuse und das leer stehende Oberwerksgehäuse erhalten.

## Werkeliste
Die Größe der Instrumente wird in der fünften Spalte durch die Anzahl der Manuale und die Anzahl der klingenden Register in der sechsten Spalte angezeigt. Ein großes „P“ steht für ein selbstständiges Pedal, ein kleines „p“ für ein angehängtes Pedal.
| Jahr                 | Ort             | Kirche                               | Bild | Manuale | Register | Bemerkungen                                                                                           |
| -------------------- | --------------- | ------------------------------------ | ---- | ------- | -------- | --- |
| 1819–1820            | Rysum           | Rysumer Kirche                       |      | I       | 7        | Reparatur → Orgel der Rysumer Kirche                                                                  |
| 1819–1842            | Emden           | Gasthauskirche                       |      | II/P    | 21       | Reparatur; aufgrund von Handwerksarbeiten 1938 mit Kirche abgebrannt                                  |
| 1819–1820, 1842–1843 | Emden           | Große Kirche                         |      | II/P    | 40       | Beteiligung am Neubau von Timpe (1816–18); Reparatur; 1943 beim Bombenangriff zerstört                |
| 1825–1831            | Emden-Uphusen   | Uphuser Kirche                       |      | I/p     | 14       | Neubau; fast vollständig original erhalten                                                            |
| 1834–1835            | Emden-Wolthusen | Wolthuser Kirche                     |      | I/p     | 8        | Reparatur und vermutlich einige neue Pfeifen                                                          |
| 1835–1836            | Hinte           | Evangelisch-reformierte Kirche Hinte |      | I/p     | 8        | Reparatur; 1909 durch Neubau von Furtwängler & Hammer hinter hist. Prospekt ersetzt                   |
| 1836–1839            | Freepsum        | Freepsumer Kirche                    |      | I/p     | 7 (8)    | Neubau; fast vollständig original erhalten                                                            |
| 1839–1841            | Emden           | Martin-Luther-Kirche                 |      | II/P    | 19       | Reparatur und Erweiterung; 1892 durch Neubau von Furtwängler & Hammer ersetzt                         |
| 1843–1844            | Campen          | Reformierte Kirche                   |      | I/p     | 5        | Reparatur                                                                                             |
| 1845                 | Emden           | Neue Kirche                          |      | II/P    | 30       | Reparatur; 1944 Kirche und Orgel zerstört                                                             |
| 1845–1849            | Leer            | Große Kirche                         |      | II/P    | 27       | Erweiternder Umbau, vier Register teilweise erhalten; heute III/P/48 → Orgel der Großen Kirche (Leer) |